# Capri-Napoli (2014)
La 49ª edizione della Capri-Napoli si è svolta il 7 settembre 2014 con partenza dal Lido Le Ondine di Marina Grande e arrivo al Circolo Canottieri Napoli.
Hanno partecipato 30 nuotatori (20 uomini e 10 donne). I 2 vincitori, Vitalij Khudyakov e Ana Marcela Cunha, hanno battuto i record di traversata per il proprio genere.

## Classifica finale[1]
| Classifica | Atleta               | Nazione     | Tempo          | Classifica per sesso |
| 1          | Vitalij Khudyakov    | Kazakistan  | 6h 11’27” rec  | 1° uomini            |
| 2          | Evgenij Pop Acev     | Macedonia   | 6h 12’ 39”     | 2° uomini            |
| 3          | Joanes Hedel         | Francia     | 6h 12’ 45”     | 3° uomini            |
| 4          | Bertrand Venturi     | Francia     | 6h 12’ 55”     | 4° uomini            |
| 5          | Damian Blaum         | Argentina   | 6h 13’ 25”     | 5° uomini            |
| 6          | Matheus Evangelista  | Brasile     | 6h 13’ 29”     | 6° uomini            |
| 7          | Edoardo Stochino     | Italia      | 6h 14’ 05”     | 7° uomini            |
| 8          | Xavier Desharnais    | Canada      | 6h 18’ 01”     | 8° uomini            |
| 9          | Ana Marcela Cunha    | Brasile     | 6h 24’ 47” rec | 1ª donne             |
| 10         | Tomi Stefanovski     | Macedonia   | 6h 30’ 17”     | 9° uomini            |
| 11         | Pilar Geijo          | Argentina   | 6h 34’ 32”     | 2ª donne             |
| 12         | Karel Baloun         | Rep. Ceca   | 6h 35’ 40”     | 10° uomini           |
| 13         | Esther Nunez         | Spagna      | 6h 36’ 59”     | 3ª donne             |
| 14         | Gabriele Maria Mento | Italia      | 6h 43’ 27”     | 11° uomini           |
| 15         | Silvie Rybarova      | Rep. Ceca   | 6h 44’ 25”     | 4ª donne             |
| 16         | Anna Mankevich       | Russia      | 6h 49′ 48″     | 5ª donne             |
| 17         | Fabiana Lamberti     | Italia      | 6h 55′ 45″     | 6ª donne             |
| 18         | Samir Barel          | Brasile     | 6h 56′ 28″     | 12° uomini           |
| 19         | Simon Pistor         | Germania    | 7h 00′ 39″     | 13° uomini           |
| 20         | Mattia Ferru         | Italia      | 7h 06′ 56″     | 14° uomini           |
| 21         | Lexie Kelly          | Stati Uniti | 7h 25′ 25″     | 7ª donne             |
| 22         | Alessandro Rivellini | Italia      | 7h 50′ 40″     | 15° uomini           |
| 23         | Vanesa Rita Garcia   | Argentina   | 7h 50′ 41″     | 8ª donne             |
| 24         | Elena Lionello       | Italia      | 7h 59′ 21″     | 9ª donne             |
|            | Ritirati:            |             |                |                      |
|            | Brian Ryckeman       | Belgio      |                |                      |
|            | Tsvetan Yordanov     | Bulgaria    |                |                      |
|            | Mohamad Saleh        | Siria       |                |                      |
|            | Marco Murari         | Italia      |                |                      |
|            | Simone Ercoli        | Italia      |                |                      |
|            | Dina Levacic         | Croazia     |                |                      |